# Семеніхін Артем Юрійович
Арте́м Ю́рійович Семені́хін (нар. 9 квітня 1982, Конотоп) — міський голова міста Конотоп (з 2015 року), учасник АТО.

## Біографія
Народився 9 квітня 1982 року в Конотопі на Сумщині. У червні 2003 року закінчив Конотопський індустріально-педагогічний технікум. З червня 2000 року по листопад 2001 року проходив строкову службу в ЗСУ. У січні 2008 року закінчив Київський національний торговельно-економічний університет, а у 2009 році магістратуру. З січня 2009 року по вересень 2012 року — директор ПП «Космо» (Київ).
2014 року, під час першої хвилі мобілізації, добровільно вступив до ЗСУ для участі в АТО. Служив командиром взводу у 92 механізованій бригаді ЗСУ. Брав участь у обороні міста Щастя, за що був нагороджений недержавною медаллю «За оборону Щастя». У 2015 році офіцер-психолог батальйону однієї з військових частин ЗСУ.
З листопада 2015 року — міський голова м. Конотоп.

## Діяльність на посаді міського голови
У грудні 2016 року став на бік населення, коли приватні перевізники міста вимагали підвищення вартості проїзду в маршрутних таксі з 3 до 6 гривень. У відповідь на це перевізники оголосили страйк. Для виходу з транспортного колапсу, Артем Семеніхін залучив комунальний транспорт і приватні перевізники були вимушені піти на поступки.
За період перебування на посаді голови, Конотопською міською радою були надані звання почесних громадян міста Конотоп п'ятьом загиблим в АТО військовим: Євгену Бірюкову, Михайлу Суслу, Анатолію Шульзі, Андрію Ваховському та Андрію Кривичу.
Артем Семеніхін обіймав посаду міського голови Конотопа до 2018 року. До кінця каденції не допрацював: після тривалого протистояння з депутатським корпусом, той висловив Семеніхіну недовіру та усунув з посади. Наступного року Сумський окружний адміністративний суд визнав протиправним та скасував рішення Конотопської міської ради про дострокове припинення повноважень міського голови Артема Семеніхіна. Повноваження міського голови Семеніхіна закінчилися 8 грудня 2020 року на першій сесії Конотопської міської ради 8 скликання, та почалися повноваження депутата міської ради.
2 березня 2022 року, під час боїв за Конотоп в рамках повномасштабного російського вторгнення до України, Семеніхін заявив про те, що окупанти висунули місту ультиматум здаватися, на що він та жителі міста виявили готовність боротися за Конотоп.

### Декомунізація
У рамках декомунізації в Україні в місті Конотоп перероблено або демонтовано всі комуністичні пам'ятники та інформаційні дошки з місцевих пам'яток, що підпали під дію законів про декомунізацію. Було перефарбовано стелу радянських часів, та замінено табличку. Були змінені комуністичні назви 72 вулиць.
Замість деяких декомунізованих назв вулиць з'явилися вулиці на честь місцевих мешканців, що загинули під час АТО, а також вулиця на честь загиблого в АТО Ореста Квача і вбитого за суперечливих обставин керівника «Правого Сектора» Західної України Олександра Музичка. Після протестів місцевих жителів перейменування вулиці Щорса на вулицю Олександра Музичка було скасовано, і перейменовано на вулицю Щаслива.

## Публічні акції
Після обрання на посаду міського голови, зняв портрет президента Порошенка у робочому кабінеті, замінивши його портретом Степана Бандери.
27 серпня 2016 року публічно спалив прапор Російської Федерації.
23 травня 2016 року викликав на дуель керівника Сумської обласної адміністрації, кинувши йому рукавичку.
26 квітня 2017 року перервав збори політичної партії «Український вибір» Віктора Медведчука у м. Конотоп, звинувативши їх у сепаратизмі та колабораціонізмі. По цьому інциденту Генеральна прокуратура відкрила кримінальну справу проти Артема Семеніхіна.
У серпні 2017 року здійснив піший похід з Конотопа до Києва.
У 2022 році після початку російського вторгнення одним з перших заборонив діяльність УПЦ (МП) на території свого міста.

## Нагороди
- недержавна медаль[25] «За оборону Щастя»[2] і «За жертовність та любов до України»[26] від Української православної церкви (Київського патріархату).